# Ivan Albreht
Ivan Albreht (Hotedršica, 1893. május 7. – Ljubljana, 1955. július 12.)  szlovén író és publicista.

## Élete
1893. május 7-én született Hotedršicán, kilenc gyermek közül a legfiatalabbként. Janko Šlebingernek (a Ljubljanai Harang szerkesztőjének) írt levelében azt írta magáról, hogy gyermekkorában nagyon beteg volt, és négy éves koráig nem tudott járni. Először az otthoni középiskolában, majd további hat hónapig Ljubljanában járt népiskolába, majd a II. állami középiskola diákja volt.
A középiskola befejezését követően (1913) Albrecht a Grazi Egyetemen a természettudományokat tanulmányozta. Az első világháborúban az olasz fronton harcolt, ahol hamarosan súlyosan megsebesült, ezért 1916-ban egyéves kezelésre küldték. 1917 júniusában kötött házasságot, és betegszabadsága hátralevő részét a Borovlje melletti Dolében töltötte.
Az első világháború után a karintiai népszavazási zónában szolgált közszolgálatban. Később Ljubljanában szociális segélyekkel foglalkozott, majd a Ljubljanai Egyetem tisztviselője lett.
A nemzeti felszabadító háború idején a nácik halálra ítélték, de az ítéletet 15 év börtönre változtatták.
Egy ideig a „Gruda” (1924–1941) és a „Mladina” (1924–1929) politikai mezőgazdasági lap szerkesztője, a „Jutranje novosti” (1923) és a „Splošna knjižnica” könyvgyűjtemény (1923–1928) társszerkesztője volt.
Több verses gyűjteményt és hosszú irodalmi művet publikált: novellákat, rövid történeteket és különféle fordításokat.

## Művei

### Versgyűjtemények
- Eros inferi (A pokol Erósza)
- Slutnje (Előrejelzések)
- Odsevi (Tükröződések)
- Bisernica (Gyöngy nyaklánc)

### Prózai művek
- Prisluškovanje (Lehallgatás)
- Páberki iz Roža
- Ranjena gruda
- Dom na Slemenu (Otthon Slemenben)
- Na gori (A hegyen)
- Sirota Jerica (Árva Jerica)
- O srečnem krojaču (A boldog szabóról)

## Fordítás
- Ez a szócikk részben vagy egészben  az   Ivan Albreht című szlovén Wikipédia-szócikk ezen változatának fordításán alapul.  Az eredeti cikk szerkesztőit annak laptörténete sorolja fel. Ez a jelzés csupán a megfogalmazás eredetét és a szerzői jogokat jelzi, nem szolgál a cikkben szereplő információk forrásmegjelöléseként.